# Christian Jürgensen Thomsen

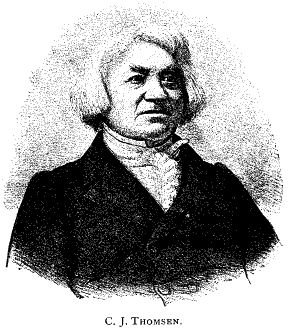
Christian J. Thomsen

Christian Jürgensen Thomsen (Kopenhagen, 29 december 1788 – aldaar, 21 mei 1865) was een Deens archeoloog die in 1820 tot 1830 het Drieperiodensysteem introduceerde, waarmee hij archeologische vondsten classificeerde.
Het Deense kabinet van oudheden had de taak gekregen om de vondsten die haar door diverse particulieren waren toegezonden, tentoon te stellen, maar daartoe moesten ze eerst geclassificeerd worden. Hoewel hij geen universitaire achtergrond had, werd Thomsen aangesteld om deze taak op zich te nemen.

## Het drieperiodensysteem
Thomsen stelde vast dat er, naast het aardewerk, voorwerpen waren van steen, brons en ijzer. Hij verdeelde deze in categorieën, daarbij aannemende dat de stenen voorwerpen het oudste waren, de bronzen minder oud, en de ijzeren het meest recent. Door vast te stellen wanneer voorwerpen bij elkaar werden aangetroffen, kon hij ook sommig aardewerk aanduiden als afkomstig van de steentijd, bronstijd of ijzertijd.
Het duurde lang voordat Thomsen zijn ideeën in een boek openbaarde, maar in 1836 verscheen dan toch zijn Ledetraad til nordisk Oldkyndighed, waarin hij zijn verdeling in steen-, brons- en ijzertijd uiteenzette. De geleerden uit zijn tijd waren zeer kritisch, maar in de loop der tijd werd zijn systeem, met enige aanpassingen, door de wetenschap overgenomen. Thomsen had daarmee de prehistorie tot onderwerp gemaakt, laten zien hoe het bestudeerd kon worden (aan de hand van archeologische vondsten), en haar eerste onderverdeling gecreëerd.
Later werd door John Lubbock en Thomsens leerling Jens Jacob Worsaae de steentijd verder onderverdeeld.
- Bibsys: 90262218
- Bibliothèque nationale de France: cb12042367v (data)
- CiNii: DA05084675
- Gemeinsame Normdatei: 118810448
- International Standard Name Identifier: 0000 0000 8218 5803
- Library of Congress Control Number: n84194948
- Bibliotheek van het Japanse parlement: 01168721
- Nationale bibliotheek van Australië: 36040340
- Nationale Bibliotheek van Polen: a0000003226638
- Nederlandse Thesaurus van Auteursnamen: 072539151
- Réseau des bibliothèques de Suisse occidentale: 02-A003898572
- LIBRIS: 217240
- Système universitaire de documentation: 028626362
- Trove: 1197728
- Union List of Artist Names: 500121843
- Virtual International Authority File: 35231897
- WorldCat: E39PBJpVbyHKvq8VcVTwdvQjG3